# Rubidij
Rubidij je kemijski element atomskog (rednog) broja 37 i atomske mase 85,4678(3). U periodnom sustavu elemenata predstavlja ga simbol Rb.
Mekan je i srebrnobijel metalni element alkalijske skupine. Elementarni rubidij vrlo je reaktivan (primjerice munjevito oksidira na zraku) slično ostalim elementima prve skupine. Ima tek jedan stabilan izotop: Rb-85, koji uz slabo radioaktivni izotop Rb-87 tvori gotovo 28 % prirodno postojećega rubidija s poluživotom od 49 milijarda godina (3 puta duže od procijenjene starosti svemira).
Ovaj element otkrili su njemački kemičari Robert Bunsen i Gustav Kirchhoff 1861. godine novim postupkom plamene spektroskopije.